# Hauke Fuhlbrügge
Hauke Fuhlbrügge, född den 21 mars 1966 i Friedsrichsroda, är en tysk före detta friidrottare som tävlade i medeldistanslöpning. Under början av sin karriär representerade han Östtyskland.
Fuhlbrügge deltog vid inomhus-VM 1989 i Budapest där han slutade på andra plats på 1 500 meter. Två år senare deltog han vid VM i Tokyo där han blev bronsmedaljör på samma distans.

## Personliga rekord
- 1 500 meter - 3.35,28 från 1991